# Rhopalura major
Rhopalura major is een soort in de taxonomische indeling van de Orthonectida. Deze minuscule parasieten hebben geen weefsels of organen en bestaan uit slechts enkele tientallen cellen.
Het organisme behoort tot het geslacht Rhopalura en behoort tot de familie Rhopaluridae. De wetenschappelijke naam van de soort werd voor het eerst geldig gepubliceerd in 1953 door Shtein.

## Opmerking
Er is ook een Rhopalura major Shtein, 1954, die soort is echter een synoniem van Intoshia major Shtein, 1953